# Peronosporales
Peronosporales es un orden de pseudohongos que perteneció durante muchos años al reino Fungi, pero en la actualidad se les clasifica en el reino Protista. Dentro de este reino es uno de los 10 órdenes que componen la clase Oomycetes, que pertenece al filo Pseudofungi.
El orden engloba 9 familias, 55 géneros y 1180 especies. Los Peronosporales en general engloban especies que producen enfermedades en plantas, siendo las más características las royas blancas y los mildius.

## Clasificación
- Familia Crypticolaceae
- Familia Ectrogellaceae
- Familia Myzocytiopsidaceae
- Familia Peronosporaceae
- Familia Pontismataceae
- Familia Pythiaceae
- Familia Pythiogetonaceae
- Familia Salisapiliaceae
- Familia Sirolpidiaceae